# Universiteit van Rennes I
De Universiteit van Rennes I (Frans: Université de Rennes 1) is een Franse universiteit in de stad Rennes in het departement Ille-et-Vilaine in Bretagne. De universiteit biedt een onderkomen aan ongeveer 23.000 studenten.